# 陈茂 (隋朝)
陈茂，字延茂，河东猗氏（今山西临猗）人，隋朝政治人物。

## 生平
陈茂家世寒微，但他待人爽直恭谨，被乡里所尊敬。后任振威将军、给事中，封南皮县男，食邑二百户。杨坚为隋国公时，招他为府中长史，与李圆通等人同等待遇。他将府中的事物处理的井井有条，杨坚对他很满意。随杨坚参加晋州之战，杨坚想要亲自前往北齐军前挑战，陈茂捉住杨坚的马笼头苦苦劝谏，被生气的杨坚拔刀砍中其额头，血流满面，仍不屈不挠。杨坚无奈，又敬佩他的坚贞，对他更加礼敬。其后官至上士。杨坚任定州总管时，陈茂为总管府司录兼定州赞治。官职累迁至骠骑将军、右光禄大夫、大将军。
大象二年五月，杨坚任大丞相，陈茂除丞相府掾，治右十二府长史。开皇元年（581年），杨坚受禅称帝后，陈茂拜给事黄门侍郎，封魏城县男，后除右卫府长史，进为子爵。二年（582年），授开府仪同三司，任给事黄门侍郎兼右卫府长史，开皇七年（587年），兼任太仆卿，九年正式任太仆卿判黄门侍郎如故。他掌管机密，在官十馀年，转益州总管府司马，迁太府卿，进爵为伯。数年后卒于任上，年六十一。子陈政，入唐为梁州总管。
今山西临猗县有陈茂墓。

## 延伸阅读
[在维基数据编辑]
 《隋書·卷64》，出自魏徵《隋书》